# Maïa Petrova
Maïa Andreïevna Petrova (russe : Майя Андреевна Петрова), née le 28 mai 1982 à Volgograd, est une joueuse internationale russe de handball. En 2016, elle est championne olympique avec la Russie.

## Palmarès

### Club
compétitions internationales
- vainqueur de la coupe EHF en 2017 (avec Rostov-Don)
- finaliste de la Ligue des champions en 2019[1] (avec Rostov-Don)

compétitions nationales
- championne de Russie (5) en 2001 (avec Dinamo Volgograd), 2015, 2017, 2018 et 2019 (avec Rostov-Don)
- vainqueur de la coupe de Russie (7) en 2007, 2008, 2012, 2015, 2017, 2018 et 2019 (avec Rostov-Don)

### Équipe nationale
Jeux olympiques
- médaillée d'or aux Jeux olympiques de 2016 de Rio de Janeiro

championnats du monde
- vainqueur du championnat du monde 2009

championnats d'Europe
- finaliste du championnat d'Europe 2018
- troisième du championnat d'Europe 2008